# Philodromus dilatatus
Philodromus dilatatus là một loài nhện trong họ Philodromidae.
Loài này thuộc chi Philodromus. Philodromus dilatatus được Lodovico di Caporiacco miêu tả năm 1940.